# Уоллес, Китон
Китон Уоллес (англ. Keaton Wallace; род. 26 февраля 1999 года, Ричардсон, Техас) — американский баскетболист, выступающий на позиции разыгрывающего и атакующего защитника. Игрок клуба НБА «Атланта Хокс», также выступающий за его команду Джи-Лиги НБА «Колледж-Парк Скайхокс».

## Старшая школа и колледж
Китон Уоллес родился 24 февраля 1999 года в Ричардсоне, штат Техас. Учился в старшей школе города. В выпускном классе в среднем за игру набирал 22,2 очка, 4,6 передачи и 3,9 подбора, был удостоен награды лучшему атакующему игроку района. В 2017 году поступил в Техасский университет в Сан-Антонио. В дебютном сезоне набирал 11,4 очков, 3,1 подбора и 2,7 передачи и был включён в символическую сборную новичков конференции США. Перед началом второго курса набрал около 9 килограмм мышечной массы и улучшил бомбардирские навыки, став самым результативным защитником в стране вместе с Дживваном Джексоном. 29 февраля оформил карьер-хай, набрав 45 очков (четвёртый результат за всю историю «Роадраннерс») и 7 подборов в игре с «Маршалл Тандеринг Херд». Второй курс закончил со средними показателями в 20,2 очков, 5 подборов и 2,4 ассистов, попав во 2-ю сборная всех звёзд конференции США. Также установил рекорд «Роадраннерс» по количеству трёхочковых за сезон (121).
3 декабря 2019 года в матче против «Техас A&M - Корпус Кристи Айландерс» оформил сезон-хай, набрав 31 очко, 9 подборов и 5 ассистов, а также установил рекорд университета по количеству штрафных бросков без промахов (15). В том сезоне в среднем набирал 18,8 очков, 4,5 подбора и 3,1 передачи. В выпускном году ухудшил статистику, набирая в среднем 16,8 очков, 5,5 подборов и 3,4 ассиста. Поскольку Уоллес выступал в прерванном из-за пандемии коронавируса сезоне 2019/20, он мог остаться в университете ещё на год, но не воспользовался своим правом, покинув УСТА вторым в истории «Роадраннерс» бомбардиром (после Джексона).

## Профессиональная карьера
Выставлялся на драфт НБА 2021 года, но был не выбран. Выступал за «Мемфис Гриззлис» в Летней лиге. На драфте Джи-Лиги НБА 2021 года был выбран во втором раунде под общим 37-м номером командой «Висконсин Херд» и 27 октября обменян в «Агуа-Кальенте Клипперс». 21 февраля 2023 года подписал двухсторонний контракт с «Лос-Анджелес Клипперс», но уже 1 марта был выставлен на вейвер, так и не дебютировав в НБА. 4 марта вернулся в «Онтэрио Клипперс».
31 августа права на Уоллеса были обменяны в «Колледж-Парк Скайхокс», и 29 сентября он подписал контракт с «Атланта Хокс». 8 октября вновь был выставлен на вейвер и 29 октября вернулся в «Колледж-Парк». 15 июля 2024 года вновь подписал двухсторонний контракт с «Хокс». Дебютировал в НБА 28 октября в матче против «Оклахома-Сити Тандер», набрав два очка и один подбор за три минуты. 16 января 2025 года в игре с «Чикаго Буллз» вышел в старте и оформил карьер-хай в лиге, набрав 27 очков, 6 подборов, 6 передач и 4 перехвата.

## Личная жизнь
Младший брат Китона — Кэйсон, также профессиональный баскетболист, защитник клуба «Оклахома-Сити Тандер». Также Китон является кузеном Террела Харриса, бывшего баскетболиста, чемпиона НБА 2012 года в составе «Майами Хит».

## Статистика

### Статистика в НБА
| Сезон   | Команда | Регулярный сезон | Регулярный сезон | Регулярный сезон | Регулярный сезон | Регулярный сезон | Регулярный сезон | Регулярный сезон | Регулярный сезон | Регулярный сезон | Регулярный сезон | Регулярный сезон | Серия плей-офф | Серия плей-офф | Серия плей-офф | Серия плей-офф | Серия плей-офф | Серия плей-офф | Серия плей-офф | Серия плей-офф | Серия плей-офф | Серия плей-офф | Серия плей-офф |
| Сезон   | Команда | GP               | GS               | MPG              | FG%              | 3P%              | FT%              | RPG              | APG              | SPG              | BPG              | PPG              | GP             | GS             | MPG            | FG%            | 3P%            | FT%            | RPG            | APG            | SPG            | BPG            | PPG            |
| ------- | ------- | ---------------- | ---------------- | ---------------- | ---------------- | ---------------- | ---------------- | ---------------- | ---------------- | ---------------- | ---------------- | ---------------- | -------------- | -------------- | -------------- | -------------- | -------------- | -------------- | -------------- | -------------- | -------------- | -------------- | -------------- |
| 2024/25 | Атланта | 31               | 5                | 16,2             | 40,1             | 32,9             | 100,0            | 1,6              | 2,6              | 0,9              | 0,3              | 5,4              | Не участвовал  | Не участвовал  | Не участвовал  | Не участвовал  | Не участвовал  | Не участвовал  | Не участвовал  | Не участвовал  | Не участвовал  | Не участвовал  | Не участвовал  |
|         | Всего   | 31               | 5                | 16,2             | 40,1             | 32,9             | 100,0            | 1,6              | 2,6              | 0,9              | 0,3              | 5,4              | Не участвовал  | Не участвовал  | Не участвовал  | Не участвовал  | Не участвовал  | Не участвовал  | Не участвовал  | Не участвовал  | Не участвовал  | Не участвовал  | Не участвовал  |

### Статистика в NCAA
| Сезон   | Команда | Conf  | Class | GP  | GS  | MPG  | FG%  | 3P%  | FT%  | RPG | APG | SPG | BPG | PPG  |
| ------- | ------- | ----- | ----- | --- | --- | ---- | ---- | ---- | ---- | --- | --- | --- | --- | ---- |
| 2017/18 | УТСА    | США   | FR    | 35  | 20  | 27,6 | 36,5 | 33,2 | 74,2 | 3,1 | 2,7 | 0,8 | 0,4 | 11,4 |
| 2018/19 | УТСА    | США   | SO    | 32  | 32  | 34,9 | 42,2 | 38,2 | 85,6 | 5,0 | 2,4 | 1,3 | 0,7 | 20,2 |
| 2019/20 | УТСА    | США   | JR    | 32  | 32  | 34,8 | 39,5 | 35,1 | 80,6 | 4,5 | 3,1 | 1,3 | 0,3 | 18,8 |
| 2020/21 | УТСА    | США   | SR    | 26  | 26  | 33,6 | 42,0 | 31,9 | 78,8 | 5,5 | 3,4 | 1,0 | 0,3 | 16,8 |
| Всего   | Всего   | Всего | Всего | 125 | 110 | 32,6 | 40,1 | 35,1 | 80,6 | 4,4 | 2,8 | 1,1 | 0,4 | 16,6 |